# Johnny Cronshey
John Dennis Cronshey (Brentford, 14 juli 1926 - Axminster, 15 januari 2004), beter bekend als Johnny Cronshey of John D. Cronshey, was een Brits langebaanschaatser. Vanaf 1957 kwam hij uit voor Zuid-Afrika.

## Carrière
Johnny Cronshey maakte in 1947 op 20-jarige leeftijd zijn debuut op de beide ISU allround kampioenschappen. Bij het EK Allround werd hij zestiende en een week later werd hij verdienstelijk negende bij het WK Allround in Oslo. Zijn beste prestatie was de zilveren medaille bij de WK Allround van 1951 in Davos. Op ruime afstand van de Noor Hjalmar Andersen werd Cronshey tweede, dit is tot op heden de enige medaille van een Britse schaatser bij zowel een WK- als EK Allround.
Cronshey nam tweemaal deel aan de Olympische Winterspelen, in 1948 en in 1956). De elfde plaats op de 5000 meter in 1948 en tevens de elfde plek op de 10.000 meter in 1956 zijn zijn beste klasseringen.

## Records

### Persoonlijke records
| Afstand      | Tijd    | Datum            | Baan     |
| ------------ | ------- | ---------------- | -------- |
| 500 meter    | 42,9    | 28 januari 1956  | Misurina |
| 1000 meter   | 1.32,4  | 2 februari 1954  | Davos    |
| 1500 meter   | 2.15,0  | 30 januari 1956  | Misurina |
| 3000 meter   | 4.59,0  | 25 februari 1950 | Österund |
| 5000 meter   | 8.10,1  | 29 januari 1956  | Misurina |
| 10.000 meter | 17.05,6 | 31 januari 1956  | Misurina |

### Huidig nationaal record
| Afstand    | Tijd   | Datum         | Baan   |
| ---------- | ------ | ------------- | ------ |
| 5000 meter | 8.25,5 | 18 maart 1958 | Larvik |

Nadat hij in 1957 besloot om voor Zuid-Afrika uit te komen, schaatste Cronshey een nationaal record dat anno 2018, zestig jaar na dato, nog niet is verbeterd.

## Resultaten
| Jaar | EK Allround          | WK Allround          | Olympische Spelen                        |
| ---- | -------------------- | -------------------- | ---------------------------------------- |
| 1947 | 16e (20, 15, 18, 12) | 9e (19, 8, 18, 4)    |                                          |
| 1948 |                      |                      | 25e 500m 11e 5000m NS 10.000m            |
| 1949 | 6e · (, 5, 9, 4)     | 7e · (6, 10, 10, )   |                                          |
| 1950 |                      |                      |                                          |
| 1951 | NC12 · (, 12, 10, -) | · (, , 10, )         |                                          |
| 1952 |                      |                      |                                          |
| 1953 |                      |                      |                                          |
| 1954 | 10e (16, 10, 20, 6)  |                      |                                          |
| 1955 | NC16 (21, 10, 16, -) | 7e · (23, , 18, 6)   |                                          |
| 1956 |                      | NC28 (25, 18, 34, -) | 21e 500m 19e 1500m 15e 5000m 11e 10.000m |
| 1957 |                      |                      |                                          |
| 1958 |                      | NC22 (15, 22, 20, -) |                                          |
| 1959 |                      |                      |                                          |
| 1960 |                      | NC34 (35, 29, 34, -) |                                          |

- = geen deelname
NS = niet gestart
NC# = niet gekwalificeerd voor de laatste afstand, maar wel als # geklasseerd in de eindrangschikking.
(#, #, #, #) = afstandspositie op allroundtoernooi (500m, 5000m, 1500m, 10.000m).

### Medaillespiegel
| Kampioenschap | Goud · | Zilver · | Brons · |
| ------------- | ------ | -------- | ------- |
| WK Allround   | 0      | 1        | 0       |